# Woldstedtius erythromelas
Woldstedtius erythromelas là một loài tò vò trong họ Ichneumonidae.